# Cantó de Saint-Maur-des-Fossés-2
El cantó de Saint-Maur-des-Fossés-2 és un cantó francès del departament de la Val-de-Marne, dividit entre el districte de Nogent-sur-Marne i el districte de Créteil. Creat amb la reorganització cantonal del 2015.

## Municipis
- Bonneuil-sur-Marne
- Ormesson-sur-Marne
- Saint-Maur-des-Fossés  (en part)
- Sucy-en-Brie